# Chamaił
Chamaił (arab. hamā’ilī, tur. hamaili, hämail, hemail – „amulet” lub „to co się nosi przy sobie”) – księga z modlitwami muzułmańskimi.

## Historia
Nazwa chamaił pochodzi z arabskiego hamā il i oznacza rzecz, którą nosi się przy sobie. Odnosi się ona do bliskowschodnich pisanych amuletów, które miały ochraniać posiadacza. Czasem miały one formę małych książeczek, które mogły służyć do modlitwy. U Tatarów nazwa ta oznaczała modlitewniki, w których mogły się też znaleźć informacje pozareligijne. Chamaił zawiera podstawowy zbiór modlitw dla muzułmanów, napisanych w języku arabskim. Jeszcze przed II wojną światową w Rzeczypospolitej niemal każda muzułmańska rodzina posiadała w domu taki modlitewnik. W Polsce wyznawcami islamu byli głównie Tatarzy, którzy w meczetach oprócz Koranu używali do modlitwy także chamaiłów, w których opisany także był przebieg nabożeństwa, informacje o sposobie prowadzenia modlitwy i podstawy religii. We wszystkich chamaiłach na początku znajdują się „teksty dotyczące modlitw na cmentarzu, recytacji 36 sury Koranu, obowiązkowych ablucji i pięciokrotnej modlitwy dziennej”. 

## Opis
Chamaiły miały zazwyczaj format 10 × 16 centymetrów. Można je podzielić na:
- zwykłe, zazwyczaj mniejsze, przeznaczone do modlenia się w domu i w związku z tym zawierające tylko podstawowe modlitwy przeznaczone dla domu.
- mollińskie, przeznaczone dla duchownych i w związku z tym zawierające informacje potrzebne imamowi podczas obrządków religijnych, takie jak: nadanie dziecku imienia, ślub, pogrzeb i inne. Można w nich znaleźć również kalendarz[2].

W chamaiłach umieszczono także tzw. niuskę. Była to papierowa kartka na której zapisano formułę arabską. Należało ją zanurzyć w wodzie i rozpuszczony tekst wypić. Można też było spalić zapisany papier i odymić się nim. Na ostatnich pustych kartach chamaiłów czasem zapisywano ważne dla danej rodziny, takie jak urodziny syna czy córki, datę śmierci członków rodziny lub notowano informacje o pożyczonych pieniądzach. Autor chamaiłu zazwyczaj na końcu podpisywał się, a czasem umieszczał w nim nauki moralne.
Chamaiły często były kopiowane ze zniszczonych już od użytkowania egzemplarzy. Teksty kaligrafowano przy pomocy specjalnego atramentu sporządzonego z naturalnych składników. Do jego sporządzenia używano kory olchy i dębu oraz z galasówek, które po zalaniu wodą gotowano. Po przecedzeniu otrzymywano bardzo trwały atrament, który nie rozmazywał się pod wpływem wody. Najczęściej używano atramentu w kolorze czarnym i czerwonym, a czasem w odcieniach brązu. Dodatkowa ochronę chamaiłom zapewniały specjalne pokrowce ze skóry lub materiału. 